# جونغ أو بارك
جونغ أو بارك (هانغل: 박종오) هو أستاذ جامعي ومهندس كوري جنوبي، ولد في 13 سبتمبر 1955.